# 후프 (리듬 체조)

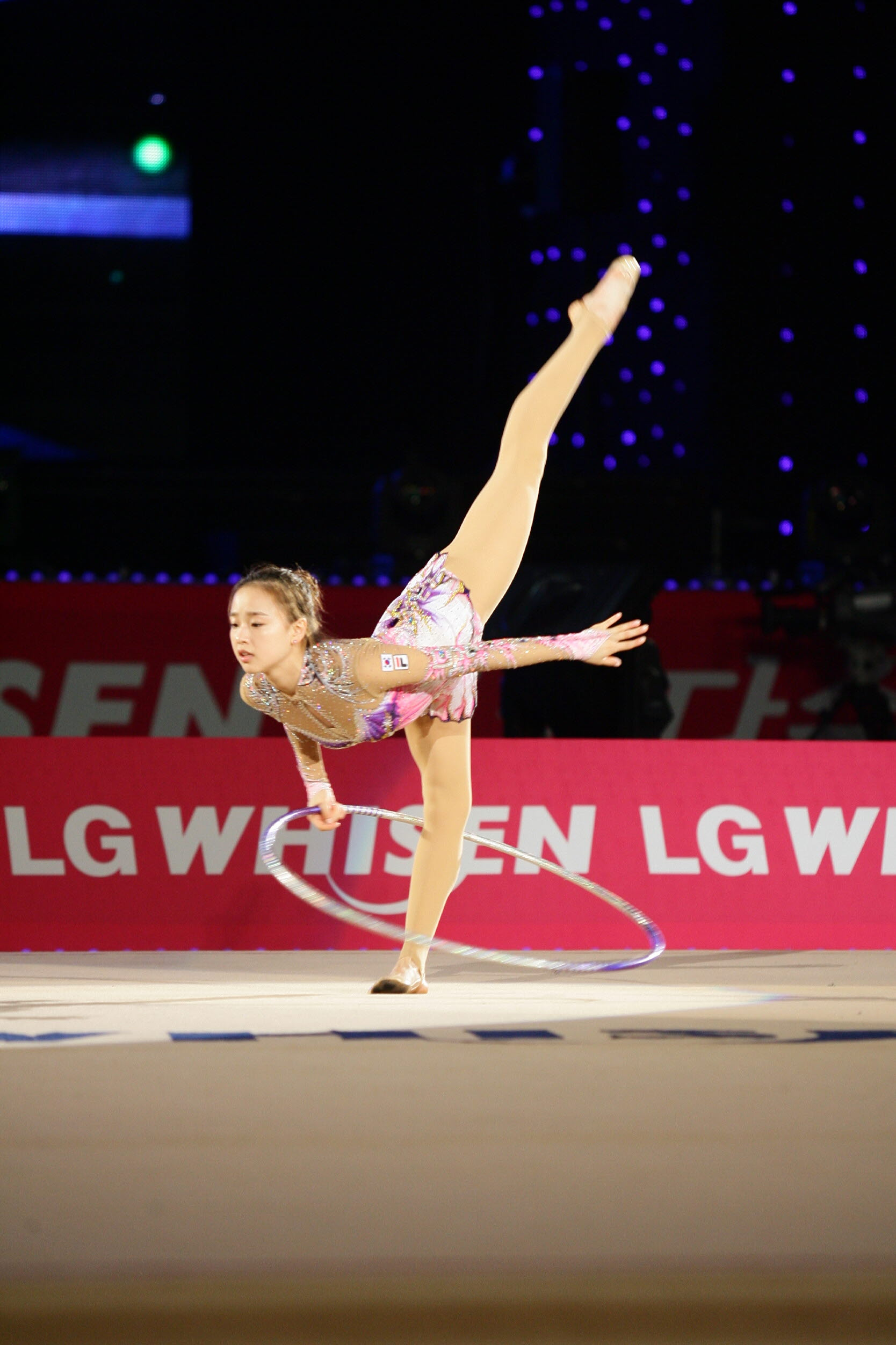
후프를 연기하는 손연재

후프(hoop)는 리듬 체조의 종목 또는 그 종목에서 사용되는 훌라후프를 의미한다. 기본 동작으로는 굴리기, 흔들기, 돌리기, 허리 굽혀 빠지기, 던지기, 잡기(쥐기), 넘기, 휘돌리기 등이 있으며, 후프를 움직일 때에는 면이 바르게 유지되도록 해야 한다. 후프는 지름 80~90cm의 목재 또는 플라스틱 제품으로 규정되어 있다.